# Andrea Colombo (Schiedsrichter)
Andrea Colombo (* 5. Oktober 1990 in Como) ist ein italienischer Fußballschiedsrichter. Er leitet seit Dezember 2021 Spiele der Serie A und ist seit 2024 FIFA-Schiedsrichter.
Sein Debüt in der höchsten italienischen Spielklasse gab Colombo am 2. Dezember 2021 bei der Begegnung zwischen dem FC Turin und dem FC Empoli. Zum Jahresbeginn 2024 nominierte ihn der italienische Fußballverband für die FIFA-Liste, was ihn zur Leitung internationaler Partien berechtigt. Seine erste Spielleitung auf diesem Parkett verzeichnete er im März desselben Jahres in der Qualifikation zur U-19-EM zwischen den Mannschaften Kroatiens und Deutschlands. Sein erstes A-Länderspiel folgte im Oktober 2024 im legendären Wembley-Stadion als Colombo die UEFA-Nations-League-Partie zwischen England und Griechenland pfiff.
Anfang 2025 amtierte Colombo im Rahmen einer Kooperation zwischen dem südamerikanischen Kontinentalverband und der UEFA bei insgesamt fünf Partien als Schiedsrichter bei der U-20-Fußball-Südamerikameisterschaft 2025 in Venezuela. Ende April desselben Jahres leitete er das Endspiel der UEFA Youth League zwischen den U-19-Vereinsmannschaften von Trabzonspor und des FC Barcelona (Endstand 1:4).